# Charinus sillami
Charinus sillami es una especie de araña del género Charinus, familia Charinidae. Fue descrita científicamente por Réveillion and Maquart en 2015.
Habita en América del Sur. El caparazón de la hembra holotipo mide 2,62 mm de largo por 3,71 mm y el caparazón del macho paratipo mide 2,42 mm de largo por 3,20 mm.